# Gadetar
Gadetar is een plaats in het district Doda van het Indiase unieterritorium Jammu en Kasjmir.

## Demografie
Volgens de volkstelling uit 2011 heeft Gadetar een populatie van 2.599, waarvan 1.331 mannen en 1.268 vrouwen. Onder hen waren 507 kinderen met een leeftijd tot 6 jaar. De plaats had in 2011 een alfabetiseringsgraad van 47,80%. Onder mannen bedroeg dit 59,34% en onder vrouwen 35,83%.